# Индустриален инцидент в Севезо
Индустриален инцидент в Севезо е промишлен инцидент, случил се на 10 юли 1976 г. в химическия завод на фармацевтичната компания Hoffmann-La Roche край град Севезо, разположен на 20 km от Милано, регион Ломбардия, Италия.
В резултат от аварията избухва експлозия в инсталация, от която се освобождава голямо количество токсични газове диоксини във въздуха. Облакът от отровен газ обхваща район с дължина 6 километра и широчина 1 км.
Никой от живеещите в общината 20 000 души не умира, но отровата убива около 3000 селскостопански и домашни животни. Други 70 000 животни са убити, за да бъде предотвратено разпространението на диоксин в хранителната верига.

## Дългосрочни проблеми
Учени съобщават 30 години след аварията, че бебета, родени в района, засегнат от диоксини, са 6 пъти по-застрашени от заболяване на щитовидната жлеза. Заразените деца се наблюдават, за да се проследи дали ще има проблеми при отглеждането им и в интелектуалното им развитие (IQ).